# Tomás Ross
Tomás Ross (1 de março de 1999, Buenos Aires, Argentina) é um ator mirim argentino que começou a carreira em comerciais e ensaios,ate que atuou na novela adolescente Casi Angeles em sua primeira e segunda temporada, interpretando o personagem Cristobal Bauer, filho adotivo do arqueólogo Nicolas Bauer, personagem interpretado por Nicolas Varquez,atualmente trabalha junto de seu companheiro de Casi Angeles,Nazareno Anton na novela infanto-juvenil Consentidos.